# 小行星5774
小行星5774（英語：5774 Ratliff）是一颗围绕太阳公转的小行星。1989年7月2日，埃莉諾·赫琳在帕洛马山发现了此天体。
这颗小行星的绝对星等为27.70454等。